# Ла-Лягоста
Ла-Ляго́ста (кат. La Llagosta) - муніципалітет, розташований в Автономній області Каталонія, в Іспанії. Код муніципалітету за номенклатурою Інституту статистики Каталонії - 81056. Знаходиться у районі (кумарці) Бальєс-Уріантал (коди району - 41 та VR) провінції Барселона, згідно з новою адміністративною реформою перебуватиме у складі Баґарії (округи) Барселона. 

## Населення
Населення міста (у 2007 р.) становить 13.517 осіб (з них менше 14 років - 14,9%, від 15 до 64 - 71,5%, понад 65 років - 13,6%). У 2006 р. народжуваність склала 164 особи, смертність - 76 осіб, зареєстровано 67 шлюбів. У 2001 р. активне населення становило 6.262 особи, з них безробітних - 653 особи.

Серед осіб, які проживали на території міста у 2001 р., 6.695 народилися в Каталонії (з них 2.935 осіб у тому самому районі, або кумарці), 4.708 осіб приїхало з інших областей Іспанії, а 639 осіб приїхало з-за кордону. 

Університетську освіту має 5% усього населення. 

У 2001 р. нараховувалося 4.204 домогосподарства (з них 14% складалися з однієї особи, 28,7% з двох осіб,26,2% з 3 осіб, 23,3% з 4 осіб, 5,6% з 5 осіб, 1,4% з 6 осіб, 0,4% з 7 осіб, 0,3% з 8 осіб і 0,1% з 9 і більше осіб).

Активне населення міста у 2001 р. працювало у таких сферах діяльності : у сільському господарстві - 0,5%, у промисловості - 43,7%, на будівництві - 8,6% і у сфері обслуговування - 47,2%. 

 У муніципалітеті або у власному районі (кумарці) працює 4.609 осіб, поза районом - 3.829 осіб.

### Доходи населення
У 2002 р. доходи населення розподілялися таким чином :
| \| Доходи населення за статтями доходів \| Доходи населення за статтями доходів \| Доходи населення за статтями доходів \| \| Рік \| 2002 р. \| 2001 р. \| \| ------------------------------------ \| ------------------------------------ \| ------------------------------------ \| \| Заробітна платня \| 66,6% \| 68,4% \| \| Доходи від ведення бізнесу \| 16,8% \| 15,9% \| \| Соціальна допомога \| 16,6% \| 15,7% \| |         |         |
| Доходи населення за статтями доходів |         |         |
| Рік | 2002 р. | 2001 р. |
| Заробітна платня | 66,6%   | 68,4%   |
| Доходи від ведення бізнесу | 16,8%   | 15,9%   |
| Соціальна допомога | 16,6%   | 15,7%   |

### Безробіття
У 2007 р. нараховувалося 606 безробітних (у 2006 р. - 622 безробітних), з них чоловіки становили 39,6%, а жінки - 60,4%.

## Економіка
У 1996 р. валовий внутрішній продукт розподілявся по сферах діяльності таким чином :
| \| Валовий внутрішній продукт \| Валовий внутрішній продукт \| Валовий внутрішній продукт \| \| Рік \| 1996 р. \| 1991 р. \| \| -------------------------- \| -------------------------- \| -------------------------- \| \| Сільське господарство \| 0,2% \| 0,2% \| \| Промисловість \| 49,6% \| 56,7% \| \| Будівництво \| 6,4% \| 5,6% \| \| Послуги \| 43,8% \| 37,4% \| |         |         |
| Валовий внутрішній продукт |         |         |
| Рік | 1996 р. | 1991 р. |
| Сільське господарство | 0,2%    | 0,2%    |
| Промисловість | 49,6%   | 56,7%   |
| Будівництво | 6,4%    | 5,6%    |
| Послуги | 43,8%   | 37,4%   |

### Підприємства міста

#### Промислові підприємства
| \| Промислові підприємства міста, за сферою діяльності \| Промислові підприємства міста, за сферою діяльності \| Промислові підприємства міста, за сферою діяльності \| \| Рік \| 2002 р. \| 2001 р. \| \| --------------------------------------------------- \| --------------------------------------------------- \| --------------------------------------------------- \| \| Енергетичні та водні ресурси \| 1,3% \| 1,4% \| \| Хімія та метали \| 7,4% \| 6,1% \| \| Переробка металів \| 48,3% \| 47,3% \| \| Продукти харчування \| 6% \| 4,1% \| \| Текстиль \| 10,1% \| 11,5% \| \| Виробництво меблів, видання \| 18,1% \| 19,6% \| \| Інше \| 8,7% \| 10,1% \| \| Усього підприємств \| 149 \| 148 \| |         |         |
| Промислові підприємства міста, за сферою діяльності |         |         |
| Рік | 2002 р. | 2001 р. |
| Енергетичні та водні ресурси | 1,3%    | 1,4%    |
| Хімія та метали | 7,4%    | 6,1%    |
| Переробка металів | 48,3%   | 47,3%   |
| Продукти харчування | 6%      | 4,1%    |
| Текстиль | 10,1%   | 11,5%   |
| Виробництво меблів, видання | 18,1%   | 19,6%   |
| Інше | 8,7%    | 10,1%   |
| Усього підприємств | 149     | 148     |

#### Роздрібна торгівля
| \| Підприємства роздрібної торгівлі міста, за сферою діяльності \| Підприємства роздрібної торгівлі міста, за сферою діяльності \| Підприємства роздрібної торгівлі міста, за сферою діяльності \| \| Рік \| 2002 р. \| 2001 р. \| \| ------------------------------------------------------------ \| ------------------------------------------------------------ \| ------------------------------------------------------------ \| \| Продукти харчування \| 40,1% \| 41,5% \| \| Одяг та взуття \| 17,3% \| 19% \| \| Товари для дому \| 13,4% \| 14,1% \| \| Книги та періодичні видання \| 1% \| 1,5% \| \| Промислова хімічна продукція \| 7,4% \| 7,3% \| \| Продукція, пов'язана з транспортними засобами \| 3% \| 2,4% \| \| Інше \| 17,8% \| 14,1% \| \| Усього підприємств \| 202 \| 205 \| |         |         |
| Підприємства роздрібної торгівлі міста, за сферою діяльності |         |         |
| Рік | 2002 р. | 2001 р. |
| Продукти харчування | 40,1%   | 41,5%   |
| Одяг та взуття | 17,3%   | 19%     |
| Товари для дому | 13,4%   | 14,1%   |
| Книги та періодичні видання | 1%      | 1,5%    |
| Промислова хімічна продукція | 7,4%    | 7,3%    |
| Продукція, пов'язана з транспортними засобами | 3%      | 2,4%    |
| Інше | 17,8%   | 14,1%   |
| Усього підприємств | 202     | 205     |

#### Сфера послуг
| \| Підприємства міста, що працюють у сфері послуг, за діяльністю \| Підприємства міста, що працюють у сфері послуг, за діяльністю \| Підприємства міста, що працюють у сфері послуг, за діяльністю \| \| Рік \| 2002 р. \| 2001 р. \| \| ------------------------------------------------------------- \| ------------------------------------------------------------- \| ------------------------------------------------------------- \| \| Гуртова торгівля \| 12,3% \| 12,2% \| \| Готелі та готельний бізнес \| 17,3% \| 17,9% \| \| Транспорт та зв'язок \| 32% \| 32,3% \| \| Посередницькі фінансові послуги \| 4,8% \| 4,5% \| \| Послуги підприємствам \| 2,7% \| 3% \| \| Послуги фізичним особам \| 21,2% \| 20,1% \| \| Нерухомість та ін. \| 9,6% \| 10% \| \| Усього підприємств \| 415 \| 402 \| |         |         |
| Підприємства міста, що працюють у сфері послуг, за діяльністю |         |         |
| Рік | 2002 р. | 2001 р. |
| Гуртова торгівля | 12,3%   | 12,2%   |
| Готелі та готельний бізнес | 17,3%   | 17,9%   |
| Транспорт та зв'язок | 32%     | 32,3%   |
| Посередницькі фінансові послуги | 4,8%    | 4,5%    |
| Послуги підприємствам | 2,7%    | 3%      |
| Послуги фізичним особам | 21,2%   | 20,1%   |
| Нерухомість та ін. | 9,6%    | 10%     |
| Усього підприємств | 415     | 402     |

## Житловий фонд
У 2001 р. 12,9% усіх родин (домогосподарств) мали житло метражем до 59 м2, 65,1% - від 60 до 89 м2, 18,3% - від 90 до 119 м2 і
3,7% - понад 120 м2.

З усіх будівель у 2001 р. 25,8% було одноповерховими, 16,3% - двоповерховими, 15,2
% - триповерховими, 7,7% - чотириповерховими, 16,7% - п'ятиповерховими, 11,1% - шестиповерховими,
0,4% - семиповерховими, 6,8% - з вісьмома та більше поверхами.

## Автопарк
| \| Автомобілі, зареєстровані у місті, за призначенням \| Автомобілі, зареєстровані у місті, за призначенням \| Автомобілі, зареєстровані у місті, за призначенням \| \| Рік \| 2006 р. \| 2005 р. \| \| -------------------------------------------------- \| -------------------------------------------------- \| -------------------------------------------------- \| \| Приватні автомобілі \| 76,4% \| 77,6% \| \| Мотоцикли \| 5,3% \| 4,9% \| \| Вантажівки \| 14,4% \| 14% \| \| Трактори \| 1% \| 0,9% \| \| Автобуси та ін. \| 2,9% \| 2,7% \| \| Усього автомобілів \| 7.462 шт. \| 7.308 шт. \| |           |           |
| Автомобілі, зареєстровані у місті, за призначенням |           |           |
| Рік | 2006 р.   | 2005 р.   |
| Приватні автомобілі | 76,4%     | 77,6%     |
| Мотоцикли | 5,3%      | 4,9%      |
| Вантажівки | 14,4%     | 14%       |
| Трактори | 1%        | 0,9%      |
| Автобуси та ін. | 2,9%      | 2,7%      |
| Усього автомобілів | 7.462 шт. | 7.308 шт. |

## Вживання каталанської мови
У 2001 р. каталанську мову у місті розуміли 89,4% усього населення (у 1996 р. - 89,4%), вміли говорити нею 60,6% (у 1996 р. - 
56,6%), вміли читати 61,6% (у 1996 р. - 57,5%), вміли писати 36,1
% (у 1996 р. - 33,2%). Не розуміли каталанської мови 10,6%.

## Політичні уподобання
У виборах до Парламенту Каталонії у 2006 р. взяло участь 4.860 осіб (у 2003 р. - 5.447 осіб). Голоси за політичні сили розподілилися таким чином:
| \| Вибори до Парламенту Каталонії \| Вибори до Парламенту Каталонії \| Вибори до Парламенту Каталонії \| \| Рік \| 2006 р. \| 2003 р. \| \| -------------------------------------- \| ------------------------------ \| ------------------------------ \| \| Конвергенція та Єднання (CiU) \| 22% \| 21,2% \| \| Соціалістична партія Каталонії (PSC) \| 45,7% \| 51,2% \| \| Народна партія (PP) \| 13,2% \| 13,1% \| \| Ініціатива за зелену Каталонію (IC) \| 7,7% \| 6,6% \| \| Республіканська лівиця Каталонії (ERC) \| 6,6% \| 6,4% \| \| Громадянська партія (C's) \| 2,9% \| 0% \| \| Інші \| 1,9% \| 1,5% \| |         |         |
| Вибори до Парламенту Каталонії |         |         |
| Рік | 2006 р. | 2003 р. |
| Конвергенція та Єднання (CiU) | 22%     | 21,2%   |
| Соціалістична партія Каталонії (PSC) | 45,7%   | 51,2%   |
| Народна партія (PP) | 13,2%   | 13,1%   |
| Ініціатива за зелену Каталонію (IC) | 7,7%    | 6,6%    |
| Республіканська лівиця Каталонії (ERC) | 6,6%    | 6,4%    |
| Громадянська партія (C's) | 2,9%    | 0%      |
| Інші | 1,9%    | 1,5%    |

У муніципальних виборах у 2007 р. взяло участь 5.024 особи (у 2003 р. - 5.892 особи). Голоси за політичні сили розподілилися таким чином:
| \| Муніципальні вибори \| Муніципальні вибори \| Муніципальні вибори \| \| Рік \| 2007 р. \| 2003 р. \| \| -------------------------------------- \| ------------------- \| ------------------- \| \| Конвергенція та Єднання (CiU) \| 10,3% \| 11,6% \| \| Соціалістична партія Каталонії (PSC) \| 47,4% \| 43,3% \| \| Народна партія (PP) \| 8,3% \| 7,5% \| \| Ініціатива за зелену Каталонію (IC) \| 17,4% \| 10,7% \| \| Республіканська лівиця Каталонії (ERC) \| 4,9% \| 0% \| \| Громадянська партія (C's) \| 0% \| 0% \| \| Інші \| 11,8% \| 26,9% \| |         |         |
| Муніципальні вибори |         |         |
| Рік | 2007 р. | 2003 р. |
| Конвергенція та Єднання (CiU) | 10,3%   | 11,6%   |
| Соціалістична партія Каталонії (PSC) | 47,4%   | 43,3%   |
| Народна партія (PP) | 8,3%    | 7,5%    |
| Ініціатива за зелену Каталонію (IC) | 17,4%   | 10,7%   |
| Республіканська лівиця Каталонії (ERC) | 4,9%    | 0%      |
| Громадянська партія (C's) | 0%      | 0%      |
| Інші | 11,8%   | 26,9%   |